# Giro de Münsterland 2024
La 18.ª edición de la clásica ciclista Giro de Münsterland fue una carrera en Alemania que se celebró el 3 de octubre de 2024 sobre un recorrido de 202 kilómetros con inicio en la ciudad de Haltern am See y final en la ciudad de Münster.
La carrera formó parte del UCI ProSeries 2024, dentro de la categoría 1.Pro. El vencedor fue el belga Jasper Philipsen del Alpecin-Deceuninck, quien estuvo acompañado en el podio por los también belgas Jordi Meeus del Red Bull-BORA-hansgrohe y Milan Fretin del Cofidis, segundo y tercer clasificado respectivamente.

## Equipos participantes
Tomaron parte en la carrera 23 equipos: 10 de categoría UCI WorldTeam, 9 de categoría UCI ProTeam y 4 de categoría Continental. Formaron así un pelotón de 150 ciclistas de los que acabaron 132. Los equipos participantes fueron:
| WorldTeams (10)- Alpecin-Deceuninck - Arkéa-B&B Hotels - Cofidis - Intermarché-Wanty - Lidl-Trek - Red Bull-Bora-Hansgrohe - Soudal Quick-Step - Team dsm-firmenich PostNL - Team Jayco AlUla - Team Visma \| Lease a Bike ProTeams (9)- Israel-Premier Tech - Lotto Dstny - Q36.5 Pro Cycling Team - TDT-Unibet - Team Flanders-Baloise - Team Novo Nordisk - TotalEnergies - Tudor Pro Cycling Team - Uno-X Mobility Equipos continentales (4)- P&S Metalltechnik Benotti - Rad-Net Oßwald - Rembe Pro Cycling Team Sauerland - Lotto-Kern Haus PSD Bank |
| |

## Clasificación final
- La clasificación finalizó de la siguiente forma:[4]

| \| Clasificación general \| Clasificación general \| Clasificación general \| Clasificación general \| Clasificación general \| \| Ciclista \| Ciclista \| Equipo \| Tiempo \| \| \| --------------------- \| --------------------- \| ------------------------- \| --------------------- \| --------------------- \| \| 1.º \| Jasper Philipsen \| Alpecin-Deceuninck \| 4 h 22 min 50 s \| \| \| 2.º \| Jordi Meeus \| Red Bull-Bora-Hansgrohe \| + 0 s \| \| \| 3.º \| Milan Fretin \| Cofidis \| + 0 s \| \| \| 4.º \| Biniam Girmay \| Intermarché-Wanty \| + 0 s \| \| \| 5.º \| Max Walscheid \| Team Jayco AlUla \| + 0 s \| \| \| 6.º \| Danny van Poppel \| Red Bull-Bora-Hansgrohe \| + 0 s \| \| \| 7.º \| Pascal Ackermann \| Israel-Premier Tech \| + 0 s \| \| \| 8.º \| Nils Eekhoff \| Team dsm-firmenich PostNL \| + 0 s \| \| \| 9.º \| Luke Lamperti \| Soudal Quick-Step \| + 0 s \| \| \| 10.º \| Tom Van Asbroeck \| Israel-Premier Tech \| + 0 s \| \| |                  |                           |                 |
| |                  |                           |                 |
| Fuente: ProCyclingStats |                  |                           |                 |
| Clasificación general |                  |                           |                 |
| Ciclista | Ciclista         | Equipo                    | Tiempo          |
| 1.º | Jasper Philipsen | Alpecin-Deceuninck        | 4 h 22 min 50 s |
| 2.º | Jordi Meeus      | Red Bull-Bora-Hansgrohe   | + 0 s           |
| 3.º | Milan Fretin     | Cofidis                   | + 0 s           |
| 4.º | Biniam Girmay    | Intermarché-Wanty         | + 0 s           |
| 5.º | Max Walscheid    | Team Jayco AlUla          | + 0 s           |
| 6.º | Danny van Poppel | Red Bull-Bora-Hansgrohe   | + 0 s           |
| 7.º | Pascal Ackermann | Israel-Premier Tech       | + 0 s           |
| 8.º | Nils Eekhoff     | Team dsm-firmenich PostNL | + 0 s           |
| 9.º | Luke Lamperti    | Soudal Quick-Step         | + 0 s           |
| 10.º | Tom Van Asbroeck | Israel-Premier Tech       | + 0 s           |

## Ciclistas participantes y posiciones finales
Convenciones:
- AB-N: Abandono en la etapa "N"
- FLT-N: Retiro por llegada fuera del límite de tiempo en la etapa "N"
- NTS-N: No tomó la salida para la etapa "N"
- DES-N: Descalificado o expulsado en la etapa "N"

## UCI World Ranking
El Giro de Münsterland otorgó puntos para el UCI World Ranking para corredores de los equipos en las categorías UCI WorldTeam, UCI ProTeam y Continental. Las siguientes tablas son el baremo de puntuación y los diez corredores que obtuvieron más puntos:
| Posición              | 1.º | 2.º | 3.º | 4.º | 5.º | 6.º | 7.º | 8.º | 9.º | 10.º | 11.º | 12.º | 13.º | 14.º | 15.º | 16.º-30.º | 31.º-40.º |
| Clasificación general | 200 | 150 | 125 | 100 | 85  | 70  | 60  | 50  | 40  | 35   | 30   | 25   | 20   | 15   | 10   | 5         | 3         |

| Clasificación |                  |                         |         |
| Posición      | Ciclista         | Equipo                  | General |
| ------------- | ---------------- | ----------------------- | ------- |
| 1.º           | Jasper Philipsen | Alpecin-Deceuninck      | 200     |
| 2.º           | Jordi Meeus      | Red Bull-BORA-hansgrohe | 150     |
| 3.º           | Milan Fretin     | Cofidis                 | 125     |
| 4.º           | Biniam Girmay    | Intermarché-Wanty       | 100     |
| 5.º           | Max Walscheid    | Jayco AlUla             | 85      |
| 6.º           | Danny van Poppel | Red Bull-BORA-hansgrohe | 70      |
| 7.º           | Pascal Ackermann | Israel-Premier Tech     | 60      |
| 8.º           | Nils Eekhoff     | dsm-firmenich PostNL    | 50      |
| 9.º           | Luke Lamperti    | Soudal Quick-Step       | 40      |
| 10.º          | Tom Van Asbroeck | Israel-Premier Tech     | 35      |